# Лэм, Мэри
Мэри Лэм (1764—1847) — сестра и соавтор Чарльза Лэмa.
Страдала психическим заболеванием. 22 сентября 1796 года зарезала их (свою и Чарльза) мать Элизабет Лэм. Часть последующей жизни провела в психиатрических лечебницах, однако брат, когда это позволяло её состояние, забирал её домой и помогал ей в литературной работе. Мэри отвечала на это заботой о брате, когда тот бывал пьян (в последние годы Чарльз имел проблемы с алкоголем). После убийства матери он и она через некоторое время восстановили близкие и доверительные отношения. В последние годы жизни Мэри страдала от проблем со слухом, которые затрудняли ей общение с окружающими. По состоянию на момент её смерти лишь немногие за пределами узкого круга друзей знали об обстоятельствах смерти матери Мэри.
Истории Мэри были посвящены ряд современных пьес и романов.

## Произведения
- Tales from Shakespeare
- Mrs. Leicester’s School
- Poems for Children